# Rutilus rutilus
Rutilus rutilus é uma espécie de peixe pertencente à família Cyprinidae.
A autoridade científica da espécie é Linnaeus, tendo sido descrita no ano de 1758.

## Portugal
Encontra-se presente em Portugal, onde é uma espécie introduzida.
O seu nome comum é pardelha-dos-alpes.

## Descrição
Trata-se de uma espécie de água doce. Atinge os 45 cm de comprimento padrão, com base de indivíduos de sexo indeterminado.